# 三河城 (加拿大)
三河城（法語：[tʁwɑ ʁivjɛʁ] ⓘ）是加拿大魁北克省的一座城市，位于温莎-魁北克走廊中，圣劳伦斯河同圣莫里斯河交汇处。城市始建于1634年，是新法兰西仅次于魁北克市的第二个永久居住点。人口约13万。
城市位于圣劳伦斯河北岸，处于魁北克市和蒙特利尔市的中间。因为圣莫里斯河汇入圣劳伦斯河的地方分流形成三个河口而得名。
三河城的主要工业为造纸业，另外还有电子、食品加工和金属锻造等行业。靠近三河机场的工业园区也有航空工业。
魁北克大学在三河城有一所分校──魁北克大学三河城分校（UQTR）。

## 人口
根据 2021 年加拿大人口普查，三河市的人口为 139,163 人，比 2016 年的 134,413 人增加了 3.5%。该城市约 92.1% 的居民为白人，1.9% 为原住民，6.0% 为少数族裔。三河市最大的少数族裔群体是黑人（2.8%）、拉美裔（1.2%）和阿拉伯人（1.0%）。

### 语言
法语是 93.9% 三河市居民的唯一母语。其次最常见的第一语言是英语（1.2%）、西班牙语（1.1%）和阿拉伯语（0.8%）。0.7% 的人声称英语和法语都是第一语言。

## 友好城市
- 法國 图尔